# Municipio de Scorio
El municipio de Scorio (en inglés: Scorio Township) es un municipio ubicado en el condado de Williams en el estado estadounidense de Dakota del Norte. En el año 2010 tenía una población de 37 habitantes y una densidad poblacional de 0,4 personas por km².

## Geografía
El municipio de Scorio se encuentra ubicado en las coordenadas 48°35′42″N 103°43′58″O / 48.59500, -103.73278. Según la Oficina del Censo de los Estados Unidos, el municipio tiene una superficie total de 92.68 km², de la cual 90,54 km² corresponden a tierra firme y (2,31 %) 2,14 km² es agua.

## Demografía
Según el censo de 2010, había 37 personas residiendo en el municipio de Scorio. La densidad de población era de 0,4 hab./km². De los 37 habitantes, el municipio de Scorio estaba compuesto por el 86,49 % blancos, el 2,7 % eran de otras razas y el 10,81 % eran de una mezcla de razas. Del total de la población el 13,51 % eran hispanos o latinos de cualquier raza.